# Бородино (городской округ Подольск)
Бородино — деревня в городском округе Подольск Московской области России.
До 2015 года входила в состав сельского поселения Лаговское Подольского района; до середины 2000-х — в Лаговский сельский округ.

## Население
Согласно Всероссийской переписи, в 2002 году в деревне проживало 33 человека (16 мужчин и 17 женщин). По данным на 2005 год в деревне проживало 35 человек.

## Расположение
Деревня Бородино расположена примерно в 6 км к юго-западу от центра города Подольска. В полутора километрах к северо-западу от деревни проходит Варшавское шоссе. Ближайший населённый пункт — деревня Меньшинское.

## История
Деревня Бородино впервые упоминается в XVI веке. Деревня в разное время принадлежала помещикам: во второй половине XVIII века была усадьба поручика В.П. Голенищева-Кутузова, адмирала А.И. Нагаева, потом переходит Татищевым (коллежскому советнику В.И. Татищев), прапорщику Л.Ф. Собакину и Дурасовымс. В 1852 году деревней Бородино владел действительный статский советник Егор Александрович Дурасов. При нём в деревне было 33 двора и 175 жителей. Затем имение переходит г. Рихтеру, а в 1890 году купцу М.С. Грачеву. В 1911 году владелец Н.Ф. Кудряшов.
В настоящее время в деревне есть газ, телефон, водопровод и дорога с твёрдым покрытием. Ведётся строительство коттеджей.
В советское время большой двухэтажный сруб с большими верандами и подсобные помещения бывшего помещичьего имения использовались под летний пионерский лагерь для детей работников Московского кожевенного завода имени Тельмана. Ни одно из этих зданий не сохранилось, хотя территория по-прежнему огорожена.

## Достопримечательности
- Городище Кузнечики (раньше это городище называлось Бородинским и Городок)  – поселение раннего железного века, V века до н. э. — I века н. э. (перекрыто слоями древнерусского селища XI—XIII веков).  Расположено на расстоянии 1 км к северу – северо-востоку от д. Бородино, мыс коренного правого берега р. Петрица, в её излучине. Городище Кузнечики имеет статус памятника археологии регионального значения[5].